# Зарија Ламбулић
Зарија Ламбулић (Пећ, 25. маја 1998) српски је фудбалер.

## Каријера
Прошавши млађе категорије фудбалског клуба Бродарца са Новог Београда, Ламбулић је са својом генерацијом, освојио титулу омладинског шампиона Србије за сезону 2016/17, по први пут у историји клуба. По навршетку омладинског стажа, наредног лета је прешао у новосадски Пролетер. Након уводна два кола у Првој лиги Србије за сезону 2017/18, Ламбулић је свој дебитантски наступ за екипу Пролетера забележио на сусрету са Радничким из Пирота 4. септембра 2017. године, ушавши у игру уместо Данила Николића у 24. минуту утакмице. Неколико дана касније, потписао је трогодишњи професионални уговор, након чега се усталио у постави своје екипе. Први гол у својој сениорској каријери, Ламбулић је постигао у 13. колу такмичења, против Радничког из Крагујевца. У првом делу сезоне одиграо је укупно 12 утакмица, пропустивши последње коло због повреде. Крајем године уврштен је у селекцију „најбољих 11“ Прве лиге Србије. Освојивши прво место на табели Прве лиге Србије, Ламбулић се са екипом Пролетера пласирао у највиши ранг фудбалског такмичења.
Ламбулић је 4. јула 2019. године потписао уговор на две и по године са Шахтјором из Солигорска. Почетком октобра наредне године прослеђен је Зрињском, а затим је пред други део такмичарске 2020/21. прешао у екипу Златибора из Чајетине. Лета 2021. потписао је за Младост из Лучана, али се пред крај истог прелазног рока вратио у Пролетер до краја сезоне 2021/22. Позајмица је окончана после јесењег дела сезоне, па се Ламбулић одазвао првој прозивци екипе Младости у 2022. Средином јуна 2022. прешао је у истоимени клуб из Новог Сада који је претходно остварио пласман у Суперлигу. На крају истог прелазног рока отишао је из клуба. У јануару 2023. потписао је за бугарског прволигаша Берое. У јулу исте године прешао је у београдски ИМТ. Почетком јуна 2024. потписао је уговор са ФК Будућност Подгорица. У новембру исте године напустио је подгорички клуб.

## Репрезентација
Ламбулић је први позив у омладинску репрезентацију Србије добио крајем 2016. од селектора Милана Косановића. Дебитовао је против Италије 14. децембра, а први гол за ову селекцију постигао је против Босне и Херцеговине 9. марта наредне године. За репрезентацију у том узрасту, Ламбулић је уписао укупно пет наступа, од чега један у елитној рунди квалификација за Европско првенство 2017, на које се селекција Србије није пласирала. Ламбулић се, у октобру 2018. године нашао на списку играча селекције до 23 године старости, под вођством Милана Обрадовића, за пријатељску утакмицу против репрезентације Француске у узрасту до 20 година. У међувремену је добио позив Горана Ђоровића у младу репрезентацију Србије, те на тој утакмици није наступио. Ламбулић је за младу репрезентацију Србије дебитовао у последњој утакмици квалификација за Европско првенство 2019, ушавши у игру на полувремену сусрета са Јерменијом 16. октобра 2018. Он се, потом, нашао на списку млађе младе репрезентације, сачињеном од играча рођених 1998. и млађих, а за ту селекцију је по први пут наступио против Црне Горе, 15. новембра 2018. Почетком 2019. године, Ламбулић је добио позив Младена Крстајића за пријатељске утакмице против селекција Сент Китса и Невиса, односно Барбадоса, на Карибима. Сусрети су средином јануара отказани, услед немогућности домаћина да затвори финансијску конструкцију тих догађаја.

## Статистика

### Клупска
Ажурирано 21. септембра 2022.
| Клуб                          | Сезона    | Лига                              | Лига    | Лига   | Национални куп | Национални куп | Европа  | Европа | Остало  | Остало | Укупно  | Укупно |
| Клуб                          | Сезона    | Дивизија                          | Наступа | Голова | Наступа        | Голова         | Наступа | Голова | Наступа | Голова | Наступа | Голова |
| ----------------------------- | --------- | --------------------------------- | ------- | ------ | -------------- | -------------- | ------- | ------ | ------- | ------ | ------- | ------ |
|                               |           |                                   |         |        |                |                |         |        |         |        |         |        |
| Пролетер Нови Сад             | 2017/18.  | Прва лига Србије                  | 14      | 1      | 0              | 0              | —       | —      | —       | —      | 14      | 1      |
| Пролетер Нови Сад             | 2018/19.  | Суперлига Србије                  | 30      | 0      | 0              | 0              | —       | —      | —       | —      | 30      | 0      |
|                               |           |                                   |         |        |                |                |         |        |         |        |         |        |
| Шахтјор Солигорск             | 2019.     | Премијер лига Белорусије          | 2       | 0      | 1              | 0              | —       | —      | 0       | 0      | 3       | 0      |
| Шахтјор Солигорск             | 2020.     | Премијер лига Белорусије          | 2       | 0      | 1              | 0              | 0       | 0      | 0       | 0      | 3       | 0      |
| Шахтјор Солигорск             | Укупно    | Укупно                            | 4       | 0      | 2              | 0              | 0       | 0      | 0       | 0      | 6       | 0      |
|                               |           |                                   |         |        |                |                |         |        |         |        |         |        |
| Зрињски (позајмица)           | 2020/21.  | Премијер лига Босне и Херцеговине | 1       | 0      | 1              | 0              | —       | —      | —       | —      | 2       | 0      |
|                               |           |                                   |         |        |                |                |         |        |         |        |         |        |
| Златибор Чајетина             | 2020/21.  | Суперлига Србије                  | 11      | 0      | —              | —              | —       | —      | —       | —      | 11      | 0      |
|                               |           |                                   |         |        |                |                |         |        |         |        |         |        |
| Младост Лучани                | 2021/22.  | Суперлига Србије                  | 4       | 0      | —              | —              | —       | —      | —       | —      | 4       | 0      |
|                               |           |                                   |         |        |                |                |         |        |         |        |         |        |
| Пролетер Нови Сад (позајмица) | 2021/22.  | Суперлига Србије                  | 10      | 0      | 0              | 0              | —       | —      | —       | —      | 10      | 0      |
| Пролетер Нови Сад (позајмица) | Укупно    | Укупно                            | 54      | 1      | 0              | 0              | —       | —      | —       | —      | 54      | 1      |
|                               |           |                                   |         |        |                |                |         |        |         |        |         |        |
| Младост Нови Сад              | 2022/23.  | Суперлига Србије                  | 0       | 0      | —              | —              | —       | —      | —       | —      | 0       | 0      |
|                               |           |                                   |         |        |                |                |         |        |         |        |         |        |
| Берое                         | 2022/2023 | Прва лига Бугарске                | 11      | 0      |                |                | —       | —      | —       | —      | 11      | 0      |
|                               |           |                                   |         |        |                |                |         |        |         |        |         |        |
| ИМТ                           | 2023/2024 | Суперлига Србије                  | 31      | 0      | 0              | 0              | —       | —      | —       | —      | 31      | 0      |
| Каријера                      | Каријера  | Каријера                          | 74      | 1      | 3              | 0              | 0       | 0      | 0       | 0      | 119     | 1      |
|                               |           |                                   |         |        |                |                |         |        |         |        |         |        |

### Утакмице у дресу репрезентације
| Репрезентација Србије у узрасту до 19 година старости | Репрезентација Србије у узрасту до 19 година старости | Репрезентација Србије у узрасту до 19 година старости | Репрезентација Србије у узрасту до 19 година старости | Репрезентација Србије у узрасту до 19 година старости | Репрезентација Србије у узрасту до 19 година старости | Репрезентација Србије у узрасту до 19 година старости | Репрезентација Србије у узрасту до 19 година старости | Репрезентација Србије у узрасту до 19 година старости | Репрезентација Србије у узрасту до 19 година старости |
| #                                                     | Датум                                                 | Такмичење                                             | Локација                                              | Домаћин                                               | Резултат                                              | Гост                                                  | Гол                                                   | Реф.                                                  |                                                       |
| ----------------------------------------------------- | ----------------------------------------------------- | ----------------------------------------------------- | ----------------------------------------------------- | ----------------------------------------------------- | ----------------------------------------------------- | ----------------------------------------------------- | ----------------------------------------------------- | ----------------------------------------------------- | ----------------------------------------------------- |
| 1.                                                    | 14. децембар 2016.                                    | Пријатељска утакмица                                  | Сан Бенедето                                          | Италија                                               | 0 : 0                                                 | Србија                                                |                                                       | [ 26 ]                                                |                                                       |
| 2.                                                    | 23. фебруар 2017.                                     | Пријатељска утакмица                                  | Кућа фудбала, Стара Пазова                            | Србија                                                | 4 : 1                                                 | Бугарска                                              |                                                       | [ 45 ]                                                |                                                       |
| 3.                                                    | 7. март 2017.                                         | Пријатељска утакмица                                  | Кућа фудбала, Стара Пазова                            | Србија                                                | 0 : 5                                                 | Босна и Херцеговина                                   |                                                       | [ 46 ]                                                |                                                       |
| 4.                                                    | 9. март 2017.                                         | Пријатељска утакмица                                  | Кућа фудбала, Стара Пазова                            | Србија                                                | 3 : 3                                                 | Босна и Херцеговина                                   | Гол                                                   | [ 27 ]                                                |                                                       |
| 5.                                                    | 28. март 2017.                                        | Квалификације за Европско првенство                   | Стадион Ам Сомердам                                   | Кипар                                                 | 0 : 0                                                 | Србија                                                |                                                       | [ 28 ]                                                |                                                       |
| 5                                                     | Укупан број утакмица и постигнутих погодака           | Укупан број утакмица и постигнутих погодака           | Укупан број утакмица и постигнутих погодака           | Укупан број утакмица и постигнутих погодака           | Укупан број утакмица и постигнутих погодака           | Укупан број утакмица и постигнутих погодака           | Укупан број утакмица и постигнутих погодака           | 1                                                     | [ 47 ]                                                |

| Репрезентација Србије у узрасту до 20 година старости | Репрезентација Србије у узрасту до 20 година старости                    | Репрезентација Србије у узрасту до 20 година старости                    | Репрезентација Србије у узрасту до 20 година старости                    | Репрезентација Србије у узрасту до 20 година старости                    | Репрезентација Србије у узрасту до 20 година старости                    | Репрезентација Србије у узрасту до 20 година старости                    | Репрезентација Србије у узрасту до 20 година старости | Репрезентација Србије у узрасту до 20 година старости | Репрезентација Србије у узрасту до 20 година старости |
| #                                                     | Датум                                                                    | Такмичење                                                                | Локација                                                                 | Домаћин                                                                  | Резултат                                                                 | Гост                                                                     | Гол                                                   | Реф.                                                  |                                                       |
| ----------------------------------------------------- | ------------------------------------------------------------------------ | ------------------------------------------------------------------------ | ------------------------------------------------------------------------ | ------------------------------------------------------------------------ | ------------------------------------------------------------------------ | ------------------------------------------------------------------------ | ----------------------------------------------------- | ----------------------------------------------------- | ----------------------------------------------------- |
| 1.                                                    | 15. новембар 2018.                                                       | Пријатељска утакмица                                                     | Стадион под Малим брдом, Петровац на Мору                                | Црна Гора                                                                | 1 : 0                                                                    | Србија                                                                   |                                                       | [ 33 ]                                                |                                                       |
| 1                                                     | Укупан број утакмица, постигнутих погодака и минута проведених на терену | Укупан број утакмица, постигнутих погодака и минута проведених на терену | Укупан број утакмица, постигнутих погодака и минута проведених на терену | Укупан број утакмица, постигнутих погодака и минута проведених на терену | Укупан број утакмица, постигнутих погодака и минута проведених на терену | Укупан број утакмица, постигнутих погодака и минута проведених на терену | 0                                                     | [ 48 ]                                                |                                                       |

| Репрезентација Србије у узрасту до 21 године старости | Репрезентација Србије у узрасту до 21 године старости                    | Репрезентација Србије у узрасту до 21 године старости                    | Репрезентација Србије у узрасту до 21 године старости                    | Репрезентација Србије у узрасту до 21 године старости                    | Репрезентација Србије у узрасту до 21 године старости                    | Репрезентација Србије у узрасту до 21 године старости                    | Репрезентација Србије у узрасту до 21 године старости | Репрезентација Србије у узрасту до 21 године старости | Репрезентација Србије у узрасту до 21 године старости |
| #                                                     | Датум                                                                    | Такмичење                                                                | Локација                                                                 | Домаћин                                                                  | Резултат                                                                 | Гост                                                                     | Гол                                                   | Реф.                                                  |                                                       |
| ----------------------------------------------------- | ------------------------------------------------------------------------ | ------------------------------------------------------------------------ | ------------------------------------------------------------------------ | ------------------------------------------------------------------------ | ------------------------------------------------------------------------ | ------------------------------------------------------------------------ | ----------------------------------------------------- | ----------------------------------------------------- | ----------------------------------------------------- |
| 1.                                                    | 15. новембар 2018.                                                       | Квалификације за Европско првенство                                      | Стадион Карађорђе, Нови Сад                                              | Србија                                                                   | 0 : 0                                                                    | Јерменија                                                                |                                                       | [ 49 ]                                                |                                                       |
| 1                                                     | Укупан број утакмица, постигнутих погодака и минута проведених на терену | Укупан број утакмица, постигнутих погодака и минута проведених на терену | Укупан број утакмица, постигнутих погодака и минута проведених на терену | Укупан број утакмица, постигнутих погодака и минута проведених на терену | Укупан број утакмица, постигнутих погодака и минута проведених на терену | Укупан број утакмица, постигнутих погодака и минута проведених на терену | 0                                                     |                                                       |                                                       |

## Трофеји и награде
Пролетер Нови Сад
- Прва лига Србијеː 2017/18.[11]